# Округ Костија (Колорадо)
Костија (енгл. Costilla County) је округ у америчкој савезној држави Колорадо. По попису из 2010. године број становника је 3.524. Седиште округа је град San Luis.

## Демографија
Према попису становништва из 2010. у округу је живело 3.524 становника, што је 139 (3,8%) становника мање него 2000. године.
| Група             | 2000.         | 2010.         |
| Белци             | 1.033 (28,2%) | 1.086 (30,8%) |
| Афроамериканци    | 29 (0,8%)     | 24 (0,7%)     |
| Азијати           | 37 (1,0%)     | 34 (1,0%)     |
| Хиспаноамериканци | 2.476 (67,6%) | 2.327 (66,0%) |
| Укупно            | 3.663         | 3.524         |